# Аро (Верхняя Сона)
Аро́ (фр. Aroz) — коммуна во Франции, находится в регионе Франш-Конте. Департамент — Верхняя Сона. Входит в состав кантона Се-сюр-Сон-э-Сент-Альбен. Округ коммуны — Везуль.
Код INSEE коммуны — 70028.

## География
Коммуна расположена приблизительно в 310 км к юго-востоку от Парижа, в 45 км севернее Безансона, в 12 км к западу от Везуля.

## Население
Население коммуны на 2010 год составляло 154 человека.
| 1962 | 1968 | 1975 | 1982 | 1990 | 1999 | 2010 |
| ---- | ---- | ---- | ---- | ---- | ---- | ---- |
| 103  | 101  | 116  | 141  | 158  | 151  | 154  |

## Экономика
В 2010 году среди 99 человек трудоспособного возраста (15-64 лет) 65 были экономически активными, 34 — неактивными (показатель активности — 65,7 %, в 1999 году было 66,4 %). Из 65 активных жителей работали 60 человек (33 мужчины и 27 женщин), безработных было 5 (3 мужчины и 2 женщины). Среди 34 неактивных 9 человек были учениками или студентами, 18 — пенсионерами, 7 были неактивными по другим причинам.

## Достопримечательности
- Дольмен Пьер-Персе в виде каменной плиты с отверстием (эпоха неолита). Исторический памятник с 1921 года[3]

## Фотогалерея

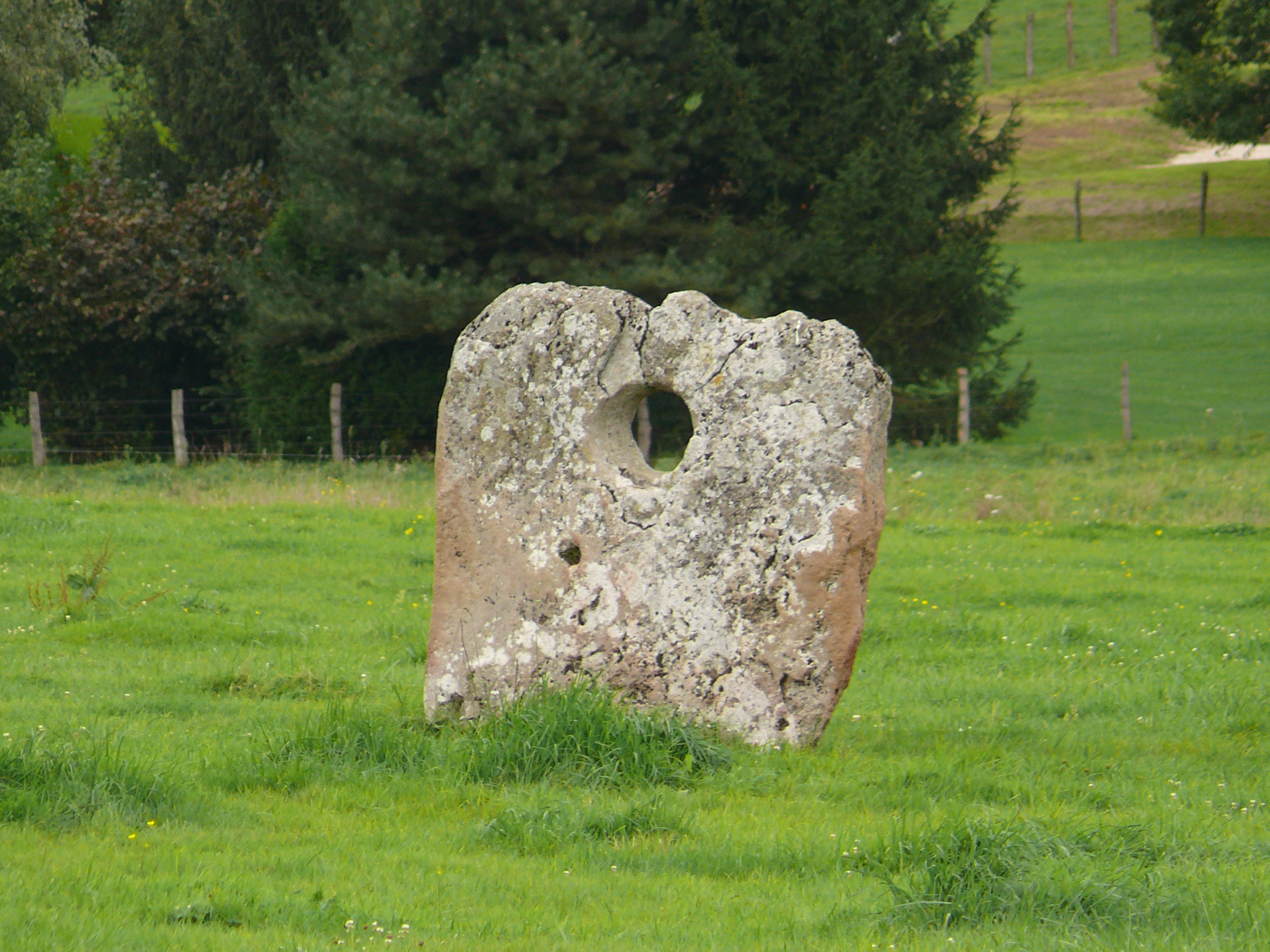
Дольмен Пьер-Персе
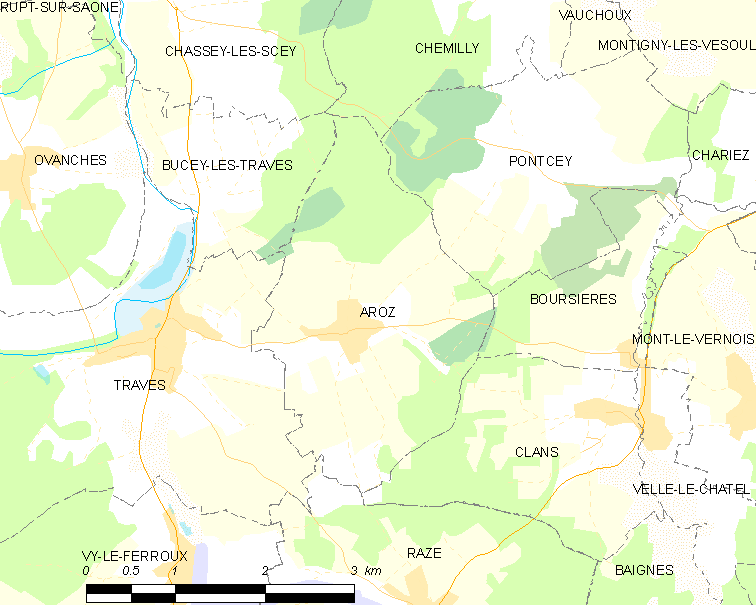
Карта коммуны